# Cranstackie
Der Cranstackie ist ein 802 Meter hoher Berg in Sutherland in den schottischen Northwest Highlands.

## Etymologie
Cranstackie, auch Cranstachie, leitet sich ab vom Schottisch-Gälischen maskulinen Substantiv crann, das recht viele Bedeutungen hat. Stackie stammt wahrscheinlich von stac bzw. stacach ab, möglicherweise auch vom Altnorwegischen stakkr. Mit stac ist eine Anhäufung loser Gesteinsplatten gemeint, welche im oberen Abschnitt kennzeichnend für den Berg sind. Stacach bezeichnet eine Anhebung, Aufwölbung oder unregelmäßigen Hügel. Crann kann mit Baum, Wald oder allgemein Holz übersetzt werden, das Wort bedeutet aber auch unter anderem Balken, Mast, Pflug. Eine mögliche Interpretation von Cranstackie wäre somit Plattenwald, was die Natur des Berges recht gut wiedergibt.

## Geographie
Der Cranstackie ist ein Corbett und gleichzeitig auch ein Marilyn, der 4,4 Kilometer westlich vom Südwestende des Loch Eribolls liegt. Nach Südwesten folgen der Foinaven (911 Meter) und der Arkle (787 Meter). Die nordöstliche Verlängerung des Höhenrückens bilden der Beinn Spionnaidh (773 Meter), der Meall nan Crà (489 Meter), der Meall an Fheadain (335 Meter) und der Meall Meadhonach (423 Meter). 
Die nächstgelegene Ortschaft ist Polla am Südwestende des Loch Eribolls, sie liegt 4 Kilometer ostsüdöstlich des Gipfels. Nach Durness und der Nordküste im Nordnordosten sind es 13,5 Kilometer (Luftlinie).
Der Berg ist sehr asymmetrisch aufgebaut mit einer recht steilen Westflanke und einer schichtparallel, sehr flach nach Südsüdosten einfallenden Ostseite. Wie auch beim Beinn Spionnaidh wird seine Südostseite von losen, zerbrochenen Quarzit- bzw. Quarzarenitplatten bedeckt. Durch die Westflanke ziehen die transgressiven, kambrischen Quarzarenite langsam von rund 700 Metern in Gipfelnähe auf nahezu Flussniveau (100 Meter) allmählich herab – wobei sie auf Höhe der Sole Thrust knapp 4 Kilometer weiter südlich eine jähe Versteilung erfahren.

## Zugang
Normalerweise erfolgt der Zugang zum Gipfel des Cranstackies von seiner etwas steileren, aber leichter begehbaren Westseite. Ausgangspunkt bildet hierbei Carbreck an der A838. Von Carbreck führt eine Schotterstraße in südlicher Richtung zum Fluss Srath Dionard. Nach dessen Überquerung geht es weiter bis zum Gehöft Rhigolter und ab da bald weglos weiter ins Corry Calbhach Coire. Der Gipfel kann vom Kar aus recht steil direkt erklommen werden, oder es wird etwas leichter die 562 Meter hohe Einsattelung zwischen dem Cranstackie und dem Beinn Spionnaidh angesteuert. Vom Sattel aus geht es relativ einfach auf dem Grat nach rechts hinauf zum Gipfel.
Der Abstieg erfolgt wieder zurück zum Sattel und von dort hinunter nach Rhigolter. Meist wird hierbei auch noch der Beinn Spionnaidh mit aufgesucht, dessen Nordwestgrat über den Cioch Mhor (551 Meter) ebenfalls Rhigolter erreicht.
Die Ostseite des Berges kann von Polla oder vom Srath Beag aus bestiegen werden, ist aber wegen der endlosen Plattenlagen im oberen Abschnitt des Berges sehr anstrengend und bei Nässe nicht ungefährlich. Einfacher ist es auch in diesem Fall, über die Einsattelung aufzusteigen und die Plattenfelder links liegen zu lassen.

## Hydrologie
Mit 802 Meter ist der Cranstackie der höchste Punkt im Einzugsgebiet des Loch Eribolls, in den von Süden der Srath Beag mündet. Er bildet außerdem die Wasserscheide zum Srath Dionard, der nach Nordnordosten zum Kyle of Durness entwässert. Am Berg selber entspringen mehrere Wasserläufe, insbesondere in der Nähe des 562 Meter hohen Sattels zwischen Cranstackie und Beinn Spionnaidh. Die Entwässerung erfolgt sowohl nach Nordwest zum Srath Dionard, aber auch nach Südost über den Allt Coire an Uinnseinn und seinen Nebenbächen zum Corry Coire an Uinnseinn und weiter zum Loch Eriboll. Weiter südostwärts ziehen ebenfalls kleinere Bäche hinab zum Srath Beag, wie beispielsweise Creag nan Gobhar, Allt Coire na Cùile oder Allt A’ Chuilinn.

## Geologie

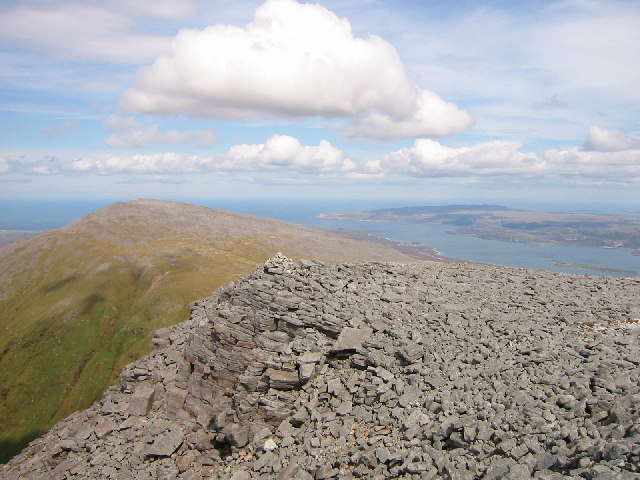
Der Gipfel des Cranstackies mit Blick nach Norden zum Beinn Spionnaidh und zum Loch Eriboll. Das Anstehende sind plattige, leicht nach Südost einfallende Quarzarenite des Pipe Rock Members.

Der Cranstackie wird zum Großteil vom polymetamorphen Grundgebirge – den Gneisen des Lewisians – unterlagert. Sein Gipfelaufbau und sein nach Südosten abtauchender Rücken wird von einer relativ dünnen Haut an quarzitischen Sedimenten (genauer Quarzareniten) der Ardvreck Group abgedeckt, welche mit 12 bis 14° ebenfalls nach Südosten einfallen. Im Einzelnen sind dies das rund 100 Meter mächtige Basal Quarzite Member gefolgt vom 50 Meter mächtigen Pipe Rock Member (beide Member gehören zur Eriboll-Formation). So besteht der Gipfel des Cranstackies aus dem Pipe Rock Member, das dem Basal Quarzite Member aufliegt. Die Sedimenthülle liegt am Cranstackie noch direkt transgressiv über dem Grundgebirge auf. Weiter östlich am Loch Eriboll und vor allem am Südabhang des Berges verkomplizieren sich jedoch die Verhältnisse, da hier bereits die Sole Thrust der Moine Thrust Zone mit ihren Duplexen angetroffen wird. Die Sole Thrust quert etwa 2 Kilometer südsüdöstlich vom Gipfel den Berghang und streicht dann in ostnordöstlicher Richtung an Polla vorbei an die Westseite des Loch Eribolls heran. Direkt hinter ihr folgen dann eine ganze Schar engständiger Duplexe, in denen auch stratigraphisch tiefere Späne des Fucoid Beds Members und des Salterella Grits Members (beide aus der An-t-Sròn-Formation der Ardvreck Group) eingeschuppt sind. Auf Satellitenbildern sind diese Duplexe sehr schön zu erkennen. Sie verdeutlichen, wie engständig und intensiv die Deformation hier erfolgt war.
Die Foliation des unterlagernden Lewisians streicht überwiegend nach Südwesten (N 135) und fällt mit durchschnittlich 45 bis 60° nach Nordost ein. Dass die Sedimentbedeckung nur sehr dünn ist, kann an einem Grundgebirgsfenster mit Lewisian am Bergfuß unmittelbar westlich von Polla beobachtet werden. Auch die Einsattelung und der von ihr nach Osten herabziehende Allt Coire na Uinnseinn kommen teilweise in Gneisen des Lewisians zu liegen.

### Vergletscherung

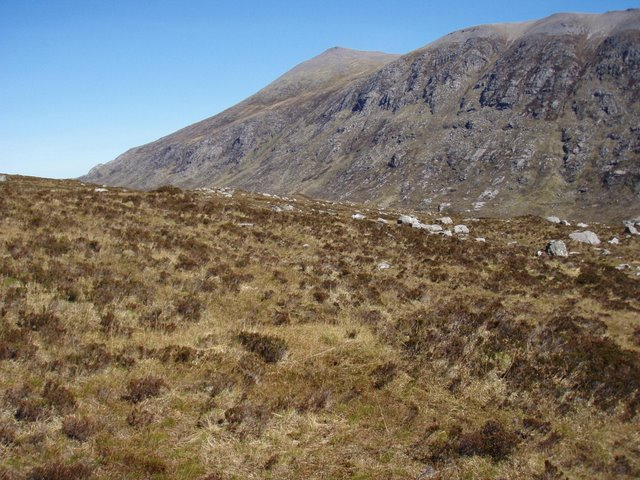
Die Westflanke des Cranstackies, dessen Grat von quarzitischen Sedimenten abgedeckt wird. Darunter befindet sich überall Lewisian.

Während der letzten Kaltzeit war der Cranstackie vergletschert. Er ragte jedoch als Nunatak aus der damaligen Schottischen Eiskappe. Laut Colin K. Balantyne und Kollegen (1998) haben die Eismassen am Gipfel des Cranstackies eine Höhe von 580 Meter erreicht, sie befanden sich somit 222 Meter unterhalb des Gipfels.
Hierbei ist anzumerken, dass im Verlauf des Letzten Glazialen Maximums sämtliche schottischen Berge von Eismassen bedeckt waren, welche eine Höhe von 1400 bis 2500 Meter einnahmen. Der Nunatak des Cranstackies tauchte erst vor 16.000 Jahren aus der Eiskappe auf. 
Findlinge am Cranstackie, darunter Tonalite, reichen bis in eine maximale Höhenlage von 528 Höhenmetern hinauf. Sie konnten mit 15.200 Jahren datiert werden. Somit befand sich zum damaligen Zeitpunkt des Spätglazials (engl. Lateglacial) die Eisoberfläche bereits 273 Meter unter dem Gipfel. Gegen 14.700 Jahren war der Cranstackie dann das erste Mal vollkommen eisfrei.
Am Cranstackie sind recht viele glaziale Geländeformen dokumentiert. So finden sich am Coire an Uinnseinn mehrere kleinere Moränenwälle, die von Kargletschern (engl. cirque glaciers) zurückgelassen wurden. Auch das riesige Blockfeld aus Quarzitblöcken am Gipfelhang ist glazial überprägt. Erkennbar sind beeindruckende Solifluktionsloben mit rotierten Blöcken, vom Gletschereis transportierte Brocken und sogar vom Gletschereis herausgerissenes Anstehendes. Die Loben können eine Mächtigkeit bis zu 10 Meter erreichen, sind aber oft bis auf den anstehenden, parkettartigen Untergrund reduziert/entblöst, der Spuren von lang anhaltender chemischer Verwitterung trägt. Das Blockfeld geht an seinem Rand in Schuttreißen über und auf der Westseite des Berges in eine Schürze glazial herantransportierten Blockguts.
Schichtflächen tragen oft Gletscherschliffe und auch Gletscherschrammen. Auch wurden ihre Oberseiten vom Eis aufgebrochen, ihre Klüfte (bis zu 30 Zentimeter) erweitert und von gut-gerundeten Geschieben aus Pipe Rock bedeckt. Zu sehen sind ferner auch Roches moutonnées, sichelförmige Risse (engl. crescentic cracks) und Gesteinsmehl (engl.  gouge), das in die Fließrichtung der Eismassen nach Nordnordost ausgelängt ist.
Eine Besonderheit glazialen Ursprungs am Coire na Cùile und im Norden von Meall nan Crà sind so genannte Abrisskanten (engl. rip-offs), an denen Regolith und Kolluvium oft in Stufen abgeglitten sind und das darunter anstehende Grundgebirge entblößt wurde. Ferner erwähnenswert ist ein seltener, 6 Meter hoher Tor aus Piperock im Blockfeld auf dem Gipfelplateau auf 733 Meter Höhe. Auch er ist glazial überprägt, erkennbar auf seiner Südwestseite durch herabgefallene, herausgekippte und vom Eis verdrehte Blöcke. Enge, gut definierte Solifluktionsloben im Regolith geben hier jedoch einen Eistransport nach Nordnordwesten zu erkennen.
Während der erneuten Abkühlphase in der Jüngeren Dryas floss sogar ein Talgletscher am Westfuß des Cranstackies vorbei und folgte hierbei der Talung des Srath Dionards auswärts in Richtung Kyle of Durness. Der Talgletscher machte nach Drainierung der gesamten Ostseite des Foinaven-Massivs jedoch noch vor Erreichen von Rhigolter Halt.

### Fazit
Die Eismassen hatten während des Letzten Glazialen Maximums eindeutig den Gipfel des Cranstackies in nordnordwestlicher Richtung überfahren, wie dies auch am weiteren Nordnordostkamm an Geländeformen eindeutig beobachtet werden kann. Erst mit deutlichem Rückgang des Eises folgte der Bewegungsvektor jetzt den mehr und mehr dominierenden topographischen Gegebenheiten des Höhenrückens und der Eintiefung des Loch Eribolls – beide nach Nordnordost ausgerichtet.

## Fotogalerie

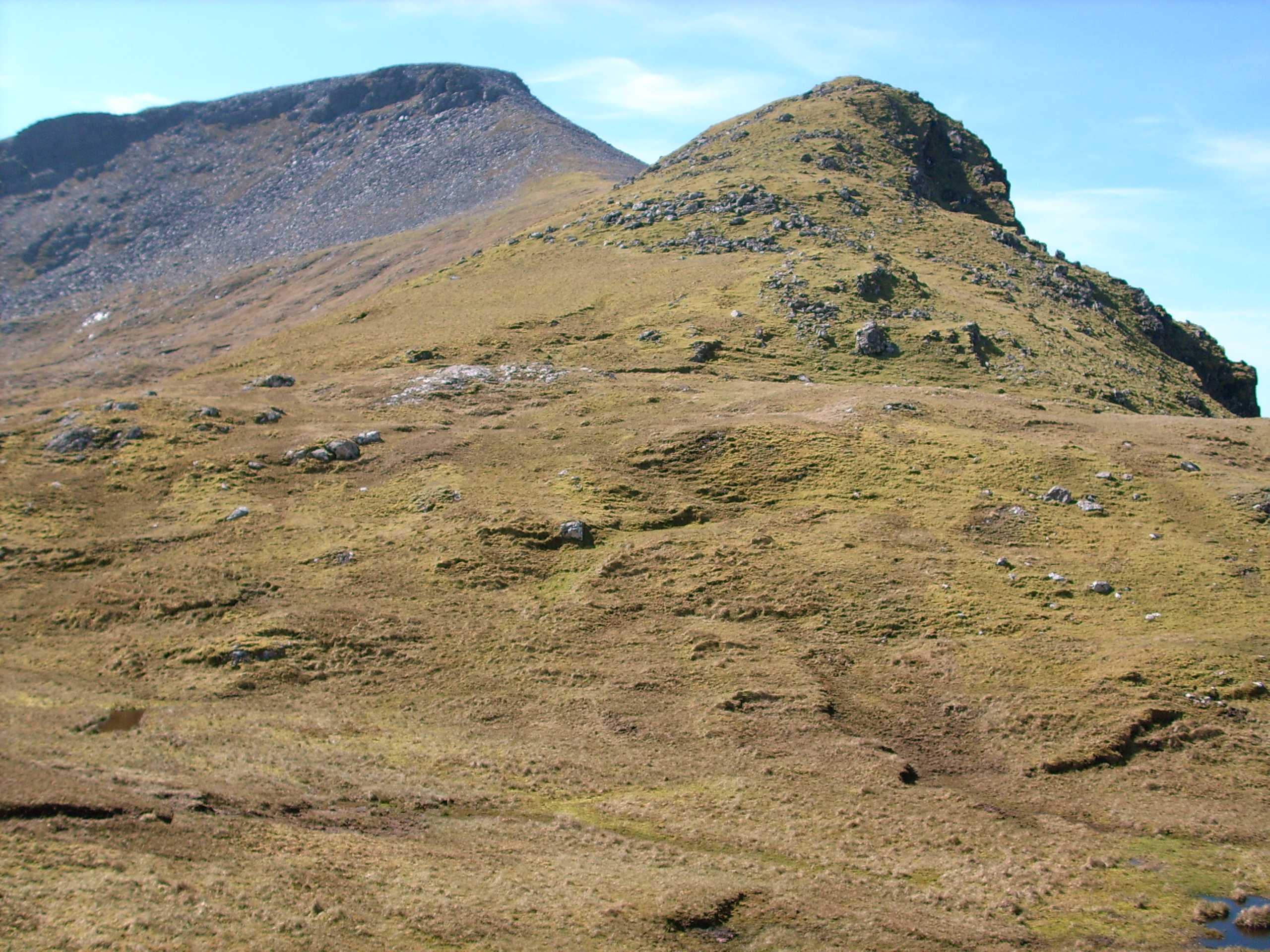
Blick von der Einsattelung hinauf zum Nordostgrat des Cranstackies
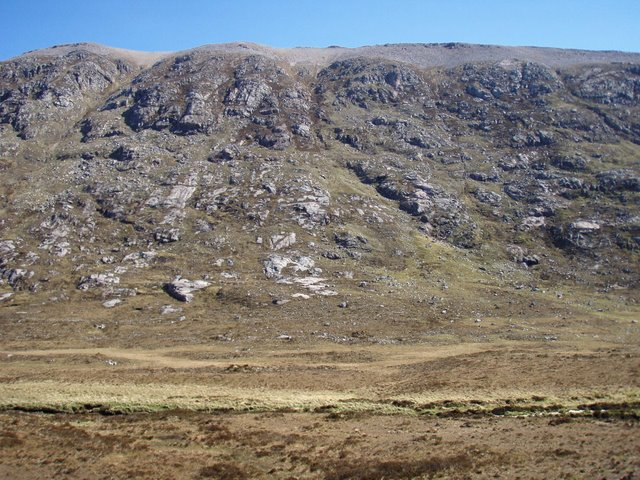
Srath Dionard mit der Westflanke des Cranstackies
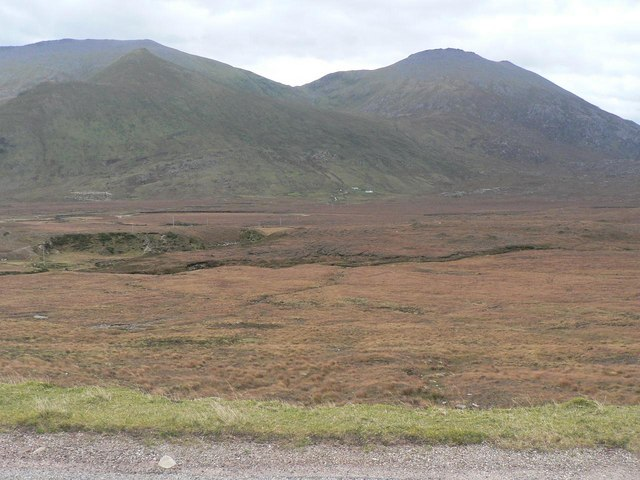
Blick über Srath Dionard von Carbreck an der A 838. Gegenüber liegt Rhigolter, dahinter Beinn Spionnaidh (links) und Cranstackie (rechts).
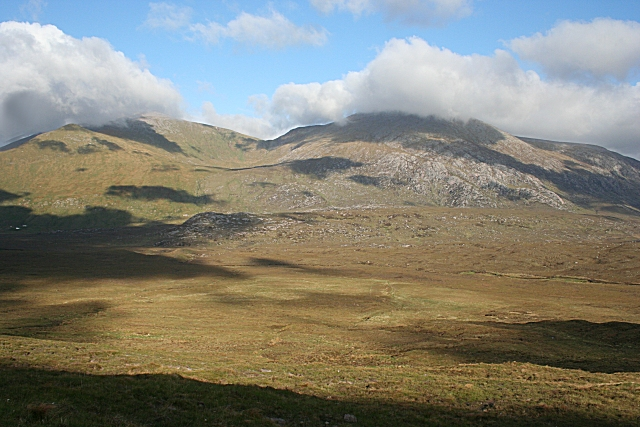
Das Corry Calbhach Coire mit Beinn Spionnaidh (links) und Cranstackie (rechts)
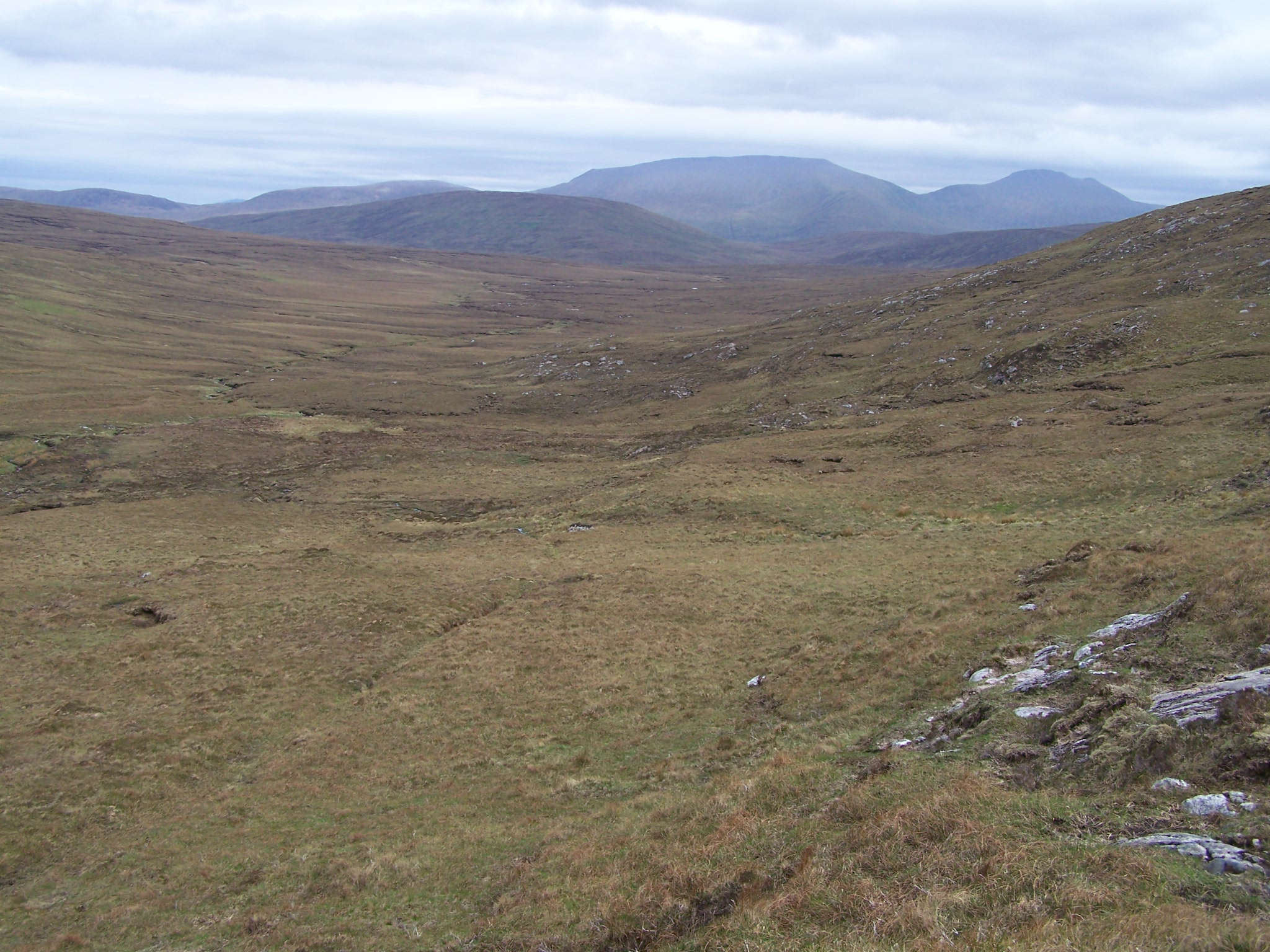
Blick durch das breite Tal Allt na Creige Riabhaich nach Südosten, im Hintergrund Beinn Spionnaidh (links) und Cranstackie (rechts)
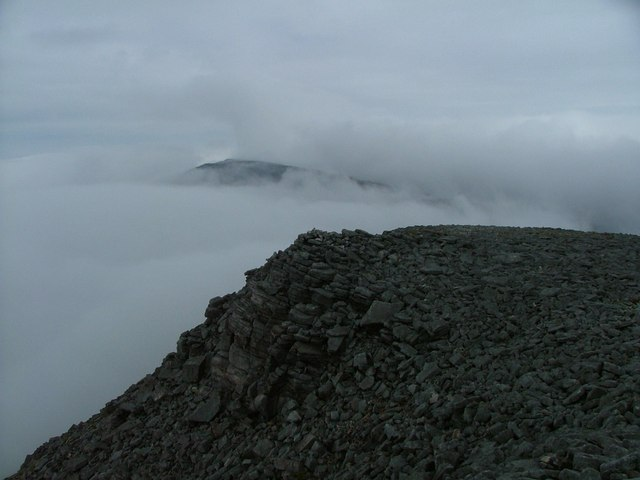
Gipfel in Wolken